# Michael Röhr
Michael Röhr (* 1. September 1945 in Magdeborn) ist ein deutscher Statistiker. Er war ab 2005 Dozent der Statistik an der Fakultät für Sozialwissenschaften und Philosophie der Universität Leipzig. Unter anderem arbeitete er an der bekannten Reihe "Statistik für Soziologen, Pädagogen, Psychologen und Mediziner" mit.

## Werdegang
Michael Röhr studierte von 1964 bis 1969 Mathematik/Physik an der Karl-Marx-Universität Leipzig. Von 1969 bis 1971 war er Lehrer für Mathematik/Physik (Rat des Kreises Eilenburg).
- 1971–1984: Sektion Psychologie (Karl-Marx-Universität Leipzig)
- 1984–1988: Sektion Mathematik/Datenverarbeitung (Handelshochschule Leipzig)
- 1988–1992: Institut für Mathematik und Informatik (Deutsche Hochschule für Körperkultur, Leipzig)
- ab 1991: Sportwissenschaftliche Fakultät (Universität Leipzig)
- 1993–1997: Institut für Entwicklungspsychologie (Universität Leipzig)
- 1999–2000: Institut für Angewandte Psychologie (Universität Leipzig)
- 2001–2002: Institut für Psychologie (Friedrich-Schiller-Universität Jena)
- 2003–2005: Lehre Bau- und Möbeltischler (IEB Merseburg)
- 2005–2010: Institut für Soziologie (Universität Leipzig)
- 2012: Ruhestand
- 2013: Eröffnung einer Firma für Holzspielzeug

## Graduierung
- 1969: Diplom: Der Satz von Sylow in der Theorie der endlichen Gruppen, Karl-Marx-Universität Leipzig
- 1975: Promotion A (Dr. phil.), Heuristische Strecken in Mathematik-Lehrprogrammen, Karl-Marx-Universität Leipzig
- 1978: Facultas docendi Mathematische Psychologie, Karl-Marx-Universität Leipzig
- 1983: Promotion B (Dr. sc. phil.), Kanonische Korrelationsanalyse – Theorie, Methodik, Anwendungen, Karl-Marx-Universität Leipzig
- 1989: Hochschuldozent Angewandte Mathematik, Deutsche Hochschule für Körperkultur, Leipzig
- 1991: Habilitation (Dr. phil. habil.), Anerkennung Promotion B, Universität Leipzig

## Publikationen
- Partialbruchzerlegung (mit Gärtner, Greuel, Kretschmar). Akademische Verlagsgesellschaft Geest & Portig, Leipzig 1974.
- Lernpsychologische Hinweise zur Unterrichtsgestaltung (mit Clauß, Guthke, Lohse). Verlag Volk und Wissen, Berlin 1976.
- Statistische Verfahren (mit Lohse, Ludwig), Statistik für Soziologen, Pädagogen, Psychologen und Mediziner. Band 2. Verlag Harry Deutsch, Frankfurt/Main 1983, ISBN 978-3871445965
- Kanonische Korrelationsanalyse. Akademie-Verlag, Berlin 1987, ISBN 978-3055002267
- Statistische Strukturanalysen. Gustav Fischer Verlag, Stuttgart-Jena 1993.
- Statistik-PC-Software (mit Hinz, Ludwig), Statistik für Soziologen, Pädagogen, Psychologen und Mediziner. Band 6. Verlag Harry Deutsch, Frankfurt/Main 1996, ISBN 978-3817115112
- Erwachsen werden ohne Drogen (mit Petermann, Kersch, Müller). Juventa Verlag, Weinheim 1997, ISBN 978-3779904397
- Statistica 3.1 – Eine anwendungsorientierte Einführung. Addison-Wesley Longman Verlag, München 1997, ISBN 978-3827311382